# Нові Атаги
Нові Атаги (рос. Новые Атаги) — село у Шалінському районі Чечні Російської Федерації.
Населення становить 9663 особи (2019). Входить до складу муніципального утворення Ново-Атагинське сільське поселення.

## Історія
Згідно із законом від 20 лютого 2009 року органом місцевого самоврядування є Ново-Атагинське сільське поселення.

## Населення
| 1979  | 1990  | 2002  | 2010  | 2012  | 2013  | 2014  |
| ----- | ----- | ----- | ----- | ----- | ----- | ----- |
| 5413  | ↗6007 | ↗8741 | ↘8728 | ↗8889 | ↗9068 | ↗9174 |
| 2015  | 2016  | 2017  | 2018  | 2019  |       |       |
| ↗9362 | ↗9441 | ↗9500 | ↗9610 | ↗9663 |       |       |

## Мешканці
В селі народився Арсанов Саїдбей Арсанбекович (1889—1968) — чеченський радянський письменник.